# 松田昌
松田 昌（まつだ まさ、1946年12月10日 - ）は、日本・兵庫県生まれ、東京芸術大学作曲科出身の電子オルガン・鍵盤ハーモニカ奏者、作曲家、編曲家である。名古屋音楽大学教授、宇都宮短期大学特別講師。

## 略歴
1973年第10回ヤマハ・エレクトーン・インターナショナル大会でグランプリ受賞。その後キーボーディスト・作曲家として、日本全国各地海外での演奏活動を中心に、映画/ミュージカルの作曲、テレビの音楽制作/プロデュースイベント出演、後進の指導等、精力的に活動中。コンサートでは、尺八、バイオリン、二胡とのデュオ等で、アジアと日本の伝統的な音楽の融合を目指し、表情の豊かさとシャープな演奏で独自の世界を築き上げている。2000年4月ヤマハからフリーとなりMASAミュージックプランを基盤として活動を始める。

## ディスコグラフィー
- 『MASA MATSUDA PLAYS GX-1』（1975年）
- 『追求そして飛翔』（1976年）
- 『ジョークインビージーズ』（1979年）
- 『サイレント・ダイアローグ』（1979年）※大野雄二プロデュース
- 『蜃気楼』（1988年）
- 『道』（1993年）
- 『オーロラに乗って』（1995年）
- 『春待人』（2002年）
- 『ピアニキストMASA』（2006年）

## 楽曲提供
- 『リトル・インベーダー』歌：子門真人（1985年）
- 『心に旗をたてよう』歌：子門真人（1988年）

## 出版物
書籍
- エレクトーン弾き股旅記
- 松田昌の音楽講座～ポピュラーアレンジの基礎知識～
- 「夢を追いかけて」～めざせ日本のベートーベン

楽譜（エレクトーン曲集）
- エレクトーンパーソナルアルバム 
  - 松田昌1「ジョーク・イン・ビージーズ」
  - 松田昌2「サイレント・ダイアローグ」
  - 松田昌3「蜃気楼」
  - 松田昌4「ストリング・バラード」
  - 松田昌5「道」
  - 松田昌6「オーロラに乗って」
- 松田昌エレクトーン5
  - セレクションズ-1
  - セレクションズ-2
- エレクトーンポピュラーシリーズ
  - ジャズタイム ベスト1
  - ジャズタイム ベスト2
- エレクトーンパーソナルシリーズ
  - 松田昌
  - 松田昌BEST
- エレクトーンアーチストシリーズ 松田昌作品集
- プレイングノート Vol.4 松田昌1
- ジャズタイム 4 Summertime 松田昌
- エレクトーンポップスコア 4 松田昌
- ミュージカル愛の若草物語 松田昌作品集
- Electone 40th Anniversary～記念CDマッチング曲集～ Disc1編
- HELLO! EL-900 Vol.1
- 松田昌のEL-900タッチ奏法のすべて
- エレクトーン5・4・3級 新即興演奏課題集 Vol.9
- エレクトーン・スタイル Vol.2 松田昌
- ニューエレクトーンアルバム ジャズ1 松田昌